# Paulo Ferreira (ator)

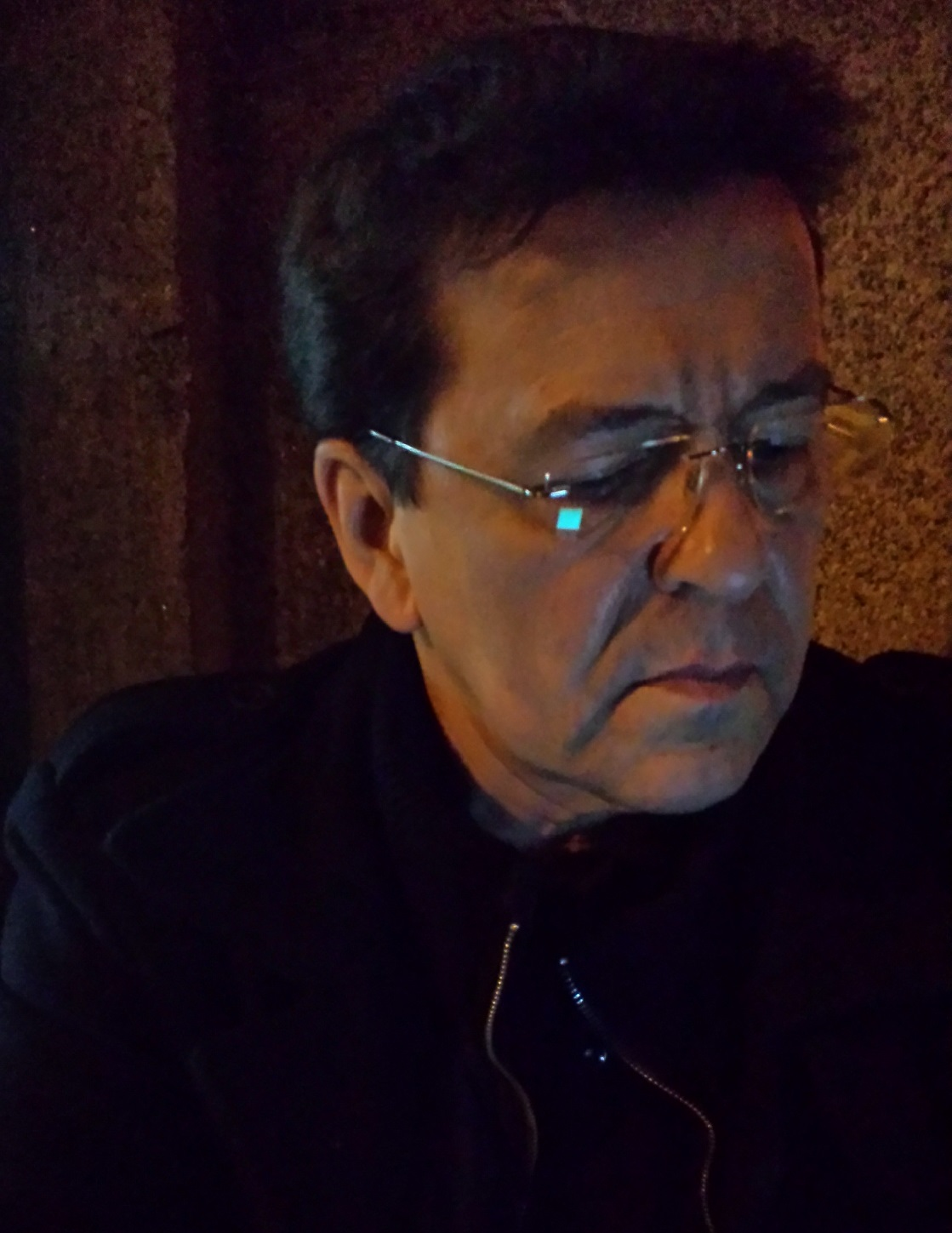
Paulo Ferreira.

Paulo Arrais Ferreira, Ator, encenador, Autor, Diretor de Atores em Televisão, Diretor de Casting português, nasceu em Luanda, em 1960.
Ingressou no curso de teatro da Comuna - Teatro de Pesquisa em 1980 (1980-1983), tendo permanecido na companhia até ao início da década de 90, onde entrou em inúmeros espetáculos como ator e assistente de encenação.
Em 2000 é convidado pela NBP Produções, atualmente  Plural Entertainment, a fazer a direção de atores e a criar de raiz o Departamento de Casting da Produtora, onde trabalhou até 2020, como Coordenador do Departamento de Elencos.
Em 2016 fundou a Academia Mundo das Artes em parceria com a atriz Iolanda Laranjeiro e José Pedro Ribeiro, uma escola dedicada à formação de atores para televisão e cinema localizada em Campo de Ourique.

## Formação
Em 1981 ingressou no Curso de Teatro na A Comuna - Teatro de Pesquisa sob a direção de João Mota. Permaneceu na companhia cerca de 12 anos como ator e assistente de encenação.
Em 2017 concluiu a Licenciatura em Animação Sociocultural - ISCE - Instituto Superior de Ciências Educativas. Em 2022 prestou provas pública para obtenção do Título de Especialista em Formação de Professores/Formadores e Ciências da Educação – Educação Artística  (Código 149 da CNAEF).

## Cinema
| Ano  | Título                                      | Personagem | Realizador        | Ref.  |
| ---- | ------------------------------------------- | ---------- | ----------------- | ----- |
| 1985 | Happy End                                   | Sérgio     | Luís Filipe Costa | [ 5 ] |
| 1998 | O Luto de Electra                           | Fred Niles | Artur Ramos       | [ 6 ] |
| 2020 | A Cor do Verão Mais Quente (curta-metragem) | Pai        | Bernardo Antero   |       |

## Televisão

### Ator
- 1985 - Série infantil Fui de Visita à Minha Tia a Marrocos realizada por Oliveira Costa[7]
- 1998 - Participação especial na telenovela TERRA MÃE de Rui Vilhena, produção NBP e transmitida na RTP[8]
- 2001 - Série cómica Milionários à Força transmitida pela RTP1

### Autor
- 2012 - Filme A Mãe do Meu Filho, realizado por Artur Ribeiro com a participação de Dalila Carmo, Nuno Homem De Sá, Susana Arrais, Ana Zanatti, João Lagarto, Miguel Seabra...[9]

### Direção de Atores
- 2001 - Telenovela Nunca Digas Adeus[10]
- 2002-2003 - Telenovela Tudo por amor [11]

### Programas
| Ano  | Título           | Canal      | Notas            | Ref.   |
| ---- | ---------------- | ---------- | ---------------- | ------ |
| 1999 | Ai, os Homens    | SIC        | Personagem Tucha | [ 12 ] |
| 2014 | Casting Nacional | TVI Ficção |                  | [ 13 ] |

## Teatro

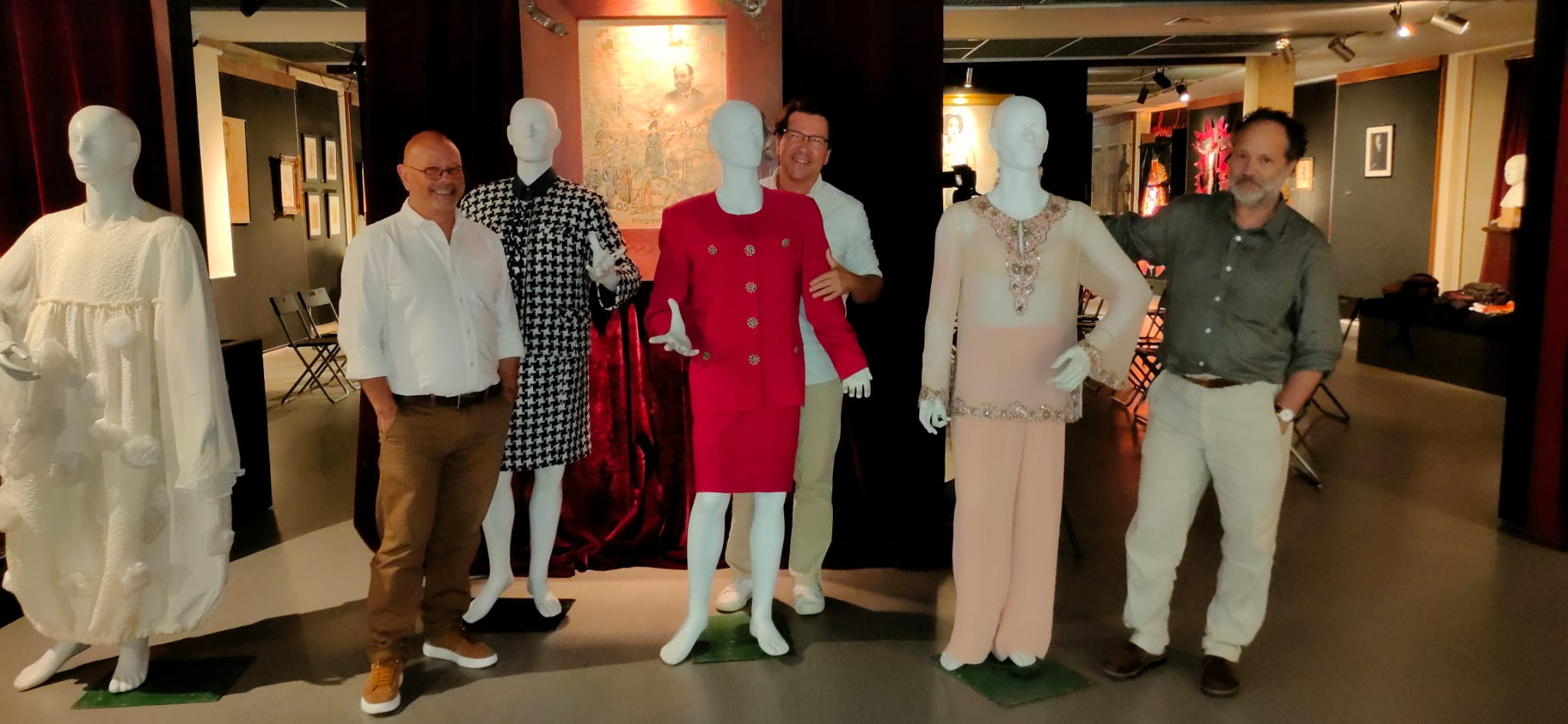
Comemoração dos 30 anos de estreia de "Vida de Artista ou A Verdadeira História de Barbi”, do Grupo Cassefaz (5 de maio de 2023). Entrega de espólio ao Museu Nacional do Teatro e da Dança. Atores Miguel Abreu, F. Pedro Oliveira e Paulo Ferreira.

| Ano  | Título                                         | Autor                            | Produção | Elenco | Ref.          |
| ---- | ---------------------------------------------- | -------------------------------- | --- | --- | ------------- |
| 1994 | Senhora da Luz                                 | Pedro Castro                     | Teatro de Carnide, Junta de Freguesia de Carnide e Paróquia de Carnide                                      | |               |
| 1996 | Senhora da Luz                                 | Pedro Castro                     | Patriarcado de Lisboa                                                                                       | |               |
| 1997 | Maldita Borbulha                               | Pedro Castro e Paulo Ferreira    | Cassefaz Sub/21                                                                                             | Miguel Barros, Jorge Corrula, Rui Raposo, Carlos Teixeira, Maria João Falcão, Paula Silva, Raquel Moura e Irís Reis |               |
| 1998 | A NOITE E DEPOIS DA NOITE, O QUÊ?              | José Saramago e Jaime Rocha      | Grupo de Teatro de Carnide                                                                                  | | [ 14 ] [ 15 ] |
| 2000 | Francisco                                      | Virgílio Almeida                 | Grupo de Teatro de Carnide, Junta de Freguesia de Carnide, Paróquia de Carnide e Franciscanos da Luz        | | [ 16 ]        |
| 2001 | O Grão de Areia                                |                                  | Grupo de Teatro de Carnide e Junta de freguesia de Carnide                                                  | |               |
| 2002 | O Baú                                          |                                  | Grupo de Teatro de Carnide                                                                                  | |               |
| 2007 | A Família Galaró - O Mistério do Planeta Negro | Ana Teresa Silva e Miguel Frazão | | | [ 17 ] [ 18 ] |
| 2011 | Cândida, Uma História Portuguesa               | André Murraças                   | Cassefaz - Espectáculos, Vídeos e Publicações Culturais, Lda em co-produção com o Novo Grupo Teatro Aberto. | Sílvia Filipe | [ 19 ] [ 20 ] |
| 2017 | Os Malefícios do Tabaco                        | Anton Tchekhov                   | Junta de Freguesia de Campo de Ourique e com o Apoio da AMA - Academia Mundo das Artes                      | Guida Maria | [ 21 ]        |

| Ano  | Titulo                                            | Encenação       | Companhia                   | Elenco | Ref.                        |
| ---- | ------------------------------------------------- | --------------- | --------------------------- | ------ | --------------------------- |
| 1982 | A viagem                                          |                 | Comuna - Teatro de Pesquisa |        | [ 15 ]                      |
| 1982 | Não fui eu... foram eles [café-teatro]            |                 | Comuna - Teatro de Pesquisa |        | [ 15 ]                      |
| 1983 | A Castro                                          |                 | Comuna - Teatro de Pesquisa |        | [ 15 ]                      |
| 1983 | Quero o meu Victor a cores                        |                 | Comuna - Teatro de Pesquisa |        | [ 15 ]                      |
| 1984 | Marat                                             |                 | Comuna - Teatro de Pesquisa |        | [ 15 ]                      |
| 1984 | Para onde is? II                                  |                 | Comuna - Teatro de Pesquisa |        | [ 15 ]                      |
| 1985 | Amadis                                            |                 | Comuna - Teatro de Pesquisa |        | [ 15 ]                      |
| 1985 | Festa medieval                                    |                 | Comuna - Teatro de Pesquisa |        | [ 15 ]                      |
| 1986 | Calígula                                          |                 | Comuna - Teatro de Pesquisa |        | [ 15 ]                      |
| 1986 | Touro                                             |                 | Comuna - Teatro de Pesquisa |        | [ 15 ]                      |
| 1987 | Victor ou as crianças no poder                    |                 | Comuna - Teatro de Pesquisa |        | [ 15 ]                      |
| 1987 | Farsa você mesmo                                  |                 | Comuna - Teatro de Pesquisa |        | [ 15 ]                      |
| 1987 | Os dois corcundas e a lua                         |                 | Comuna - Teatro de Pesquisa |        | [ 15 ]                      |
| 1988 | O destino morreu de repente                       |                 | Comuna - Teatro de Pesquisa |        | [ 15 ]                      |
| 1988 | Édipo rei                                         |                 | Comuna - Teatro de Pesquisa |        | [ 15 ]                      |
| 1989 | Festival da otite I                               |                 | Comuna - Teatro de Pesquisa |        | [ 15 ]                      |
| 1989 | Os recrutas                                       |                 | Comuna - Teatro de Pesquisa |        | [ 15 ]                      |
| 1989 | A pécora (Auto da paixão de Santa Melânia)        |                 | Comuna - Teatro de Pesquisa |        | [ 15 ]                      |
| 1990 | O estrangeiro em casa                             |                 | Comuna - Teatro de Pesquisa |        | [ 15 ]                      |
| 1991 | Festival da otite II                              |                 | Comuna - Teatro de Pesquisa |        | [ 15 ]                      |
| 1991 | Terra                                             |                 | Comuna - Teatro de Pesquisa |        | [ 15 ]                      |
| 1991 | Má sorte ter sido puta                            |                 | Comuna - Teatro de Pesquisa |        | [ 15 ]                      |
| 1992 | Quem tem ECU tem medo                             |                 |                             |        | [ 15 ]                      |
| 1992 | Vida de artista ou a verdadeira história de Barbi | Alexandre Sousa | Grupo Cassefaz              |        | [ 15 ]                      |
| 1996 | O homem que nunca existiu                         |                 | Grupo Cassefaz              |        | [ 15 ]                      |
| 1996 | Enquanto o espectáculo decorre                    |                 |                             |        | [ 15 ]                      |
| 1997 | O poder das Barbis                                |                 | Grupo Cassefaz              |        | [ 15 ]                      |
| 1997 | Maldita borbulha                                  |                 | Grupo Cassefaz              |        | [ 15 ]                      |
| 1999 | 2001 - A odisseia das Barbis                      |                 | Grupo Cassefaz              |        | [ 15 ]                      |
| 2003 | O animador                                        |                 | 2x2x2=TV                    |        | [ 15 ]                      |
| 2003 | Share 38                                          |                 | 2x2x2=TV                    |        | [ 15 ]                      |
| 2013 | A VERDADEIRA HISTÓRIA DE BARBI                    |                 | Grupo Cassefaz              |        | [ 22 ] [ 23 ] [ 24 ] [ 25 ] |

### Autoria
| Ano  | Titulo                     | Produção                        | Ref.   |
| ---- | -------------------------- | ------------------------------- | ------ |
| 1997 | Maldita borbulha           | Grupo Cassefaz Sub-21           | [ 26 ] |
| 1998 | Cheque Mate                | Teatro de Carnide               | [ 26 ] |
| 1998 | O rapto de Madonna         | Grupo Cassefaz                  | [ 26 ] |
| 1998 | Cartucho de sonhos         | Teatro de Carnide               | [ 26 ] |
| 1999 | O baú                      | TIL - Teatro Infantil de Lisboa | [ 26 ] |
| 2001 | O grão de areia            | Teatro de Carnide               |        |
| 2001 | A morte tinha saltos altos | Teatro de Carnide               | [ 26 ] |
| 2002 | O baú                      | Teatro de Carnide               | [ 26 ] |

### Dramaturgia
| Ano  | Titulo                             | Autores                     | Companhia                  | Ref.   |
| ---- | ---------------------------------- | --------------------------- | -------------------------- | ------ |
| 1998 | A noite + E depois da noite o quê? | José Saramago e Jaime Rocha | Grupo de Teatro de Carnide | [ 15 ] |

### Organização de Festivais
- 2016 - FESTIVAL DA PAIXÃO – 2º ENCONTRO, organizado pela Sociedade de Instrução Guilherme Cossoul, Lisboa.

1. ↑  AMA - Academia Mundo das Artes.  https://www.amartes.com.pt/a-ama/a-equipa-ama/ Em falta ou vazio |título= (ajuda)
2. ↑  «Plural abre 'casting' para futuras novelas da TVI». 26 de janeiro de 2018. Consultado em 29 de setembro de 2021
3. ↑  «A Nossa História». AMA. Consultado em 17 de outubro de 2020
4. ↑  Ramos, Marco. «Título de Especialista». Instituto Superior de Lisboa e Vale do Tejo. Consultado em 22 de outubro de 2022
5. ↑  «Happy End – Parte I». Consultado em 30 de outubro de 2020
6. ↑  O Luto de Electra (1992) - IMDb, consultado em 26 de julho de 2022
7. ↑  https://www.rtp.pt/programa/tv/p34198
8. ↑  Terra Mãe (TV Series 1998) - IMDb, consultado em 26 de julho de 2022
9. ↑  «A Mãe do Meu Filho». TVI Player. Consultado em 17 de outubro de 2020
10. ↑  Nunca Digas Adeus, Fealmar, NBP, 30 de setembro de 2001, consultado em 22 de outubro de 2022
11. ↑  Tudo Por Amor (TV Series 2002–2003) - IMDb, consultado em 22 de outubro de 2022
12. ↑  Ai, os Homens, Sociedade Independente de Comunicação (SIC), 30 de janeiro de 1996, consultado em 26 de julho de 2022
13. ↑  «Plural abre 'casting' para futuras novelas da TVI». Zapping. 26 de janeiro de 2018. Consultado em 18 de outubro de 2020
14. ↑  «Ficha de Espectáculo A noite + E depois da noite o quê?». Consultado em 30 de agosto de 2021
15. 1 2 3 4 5 6 7 8 9 10 11 12 13 14 15 16 17 18 19 20 21 22 23 24 25 26 27 28 29 30 31 32 33  «CETbase: Ficha». ww3.fl.ul.pt. Consultado em 21 de outubro de 2020
16. ↑  «Ficha de Espectáculo Francisco». Consultado em 30 de agosto de 2021
17. ↑  «A Família Galaró desvenda mistério e salva o Planeta no Porto e em Lisboa». www.dn.pt. Consultado em 22 de outubro de 2022
18. ↑  «O Mistério do Planeta Negro». PÚBLICO. Consultado em 18 de outubro de 2020
19. ↑  «Vida de Cândida Branca Flor no palco do Teatro Aberto - DN». www.dn.pt. Consultado em 17 de outubro de 2020
20. ↑  «Cândida - Uma História Portuguesa». Get Portugal (em inglês). 6 de setembro de 2011. Consultado em 17 de outubro de 2020
21. ↑  welovecampodeourique (13 de novembro de 2017). «Campo de Ourique recebe peça de teatro com Guida Maria». We Love Campo de Ourique. Consultado em 22 de outubro de 2022
22. ↑  «A Verdadeira História de Barbi». www.uau.pt (em inglês). Consultado em 17 de outubro de 2020
23. ↑  «A Verdadeira História de Barbi». www.teatroaveirense.pt. Consultado em 17 de outubro de 2020
24. ↑  Dias, Jorge Matos (3 de julho de 2014). «A Verdadeira História de Barbi – Cassefaz no Teatro Lethes | 12 de julho, 21h30». PlanetAlgarve. Consultado em 17 de outubro de 2020
25. ↑  «Câmara Exclusiva: O outro lado do diretor de casting da plural Paulo Ferreira». TVIPayer. 28 de junho de 2014. Consultado em 29 de setembro de 2021
26. 1 2 3 4 5 6 7  «CETbase: Ficha». ww3.fl.ul.pt. Consultado em 21 de outubro de 2020